# Ахалі Свірі
Ахалі Свірі (груз. ახალი სვირი) — село в Грузії.
За даними перепису населення 2014 року в селі проживає 367 осіб.